# Adolph Islands
Adolph Islands (på spanska islotes Adolph) är en grupp småöar och klippor i Antarktis. Den ligger i havet utanför Västantarktis. Argentina, Chile och Storbritannien gör anspråk på området.